# Wurmbea dioica
Wurmbea dioica là một loài thực vật có hoa trong họ Colchicaceae. Loài này được (R.Br.) F.Muell. miêu tả khoa học đầu tiên năm 1877.